# 핫타 요이치
핫타 요이치(八田與一, 1886년 2월 21일 ~ 1942년 5월 8일)는 일본 제국의 토목공학자이다. 일제통치시기의 대만에서 댐 등 개간 공사에 참여하였다.